# 弗尔普克
弗尔普克是德国萨克森-安哈尔特州的一个市镇。总面积17.22平方公里，总人口1448人，其中男性722人，女性726人（2011年12月31日），人口密度84人/平方公里。